# Golden Globe 1972
La 29ª edizione della cerimonia di premiazione di Golden Globe si è tenuta il 6 febbraio 1972 al Beverly Hilton Hotel di Beverly Hills, California.
Pamela Powell, figlia di Joan Blondell e Dick Powell, è stata la Golden Globe Ambassador dell'edizione.

## Premi per il cinema
Vengono di seguito indicati in grassetto i vincitori. Ove ricorrente e disponibile, viene indicato il titolo in lingua italiana e quello in lingua originale tra parentesi.

### Miglior film drammatico
- Il braccio violento della legge (The French Connection), regia di William Friedkin
- Arancia meccanica (A Clockwork Orange), regia di Stanley Kubrick
- Maria Stuarda Regina di Scozia (Mary, Queen of Scots), regia di Charles Jarrott
- Quell'estate del '42 (Summer of '42), regia di Robert Mulligan
- L'ultimo spettacolo (The Last Picture Show), regia di Peter Bogdanovich

### Miglior film commedia o musicale
- Il violinista sul tetto (Fiddler on the Roof), regia di Norman Jewison
- Appartamento al Plaza (Plaza Suite), regia di Arthur Hiller
- Il boy friend (The Boy Friend), regia di Ken Russell
- È ricca, la sposo e l'ammazzo (A New Leaf), regia di Elaine May
- Vedovo aitante, bisognoso affetto offresi anche babysitter (Kotch), regia di Jack Lemmon

### Miglior regista
- William Friedkin - Il braccio violento della legge (The French Connection)
- Peter Bogdanovich - L'ultimo spettacolo (The Last Picture Show)
- Norman Jewison - Il violinista sul tetto (Fiddler on the Roof)
- Stanley Kubrick - Arancia meccanica (A Clockwork Orange)
- Robert Mulligan - Quell'estate del '42 (Summer of '42)

### Miglior attore in un film drammatico
- Gene Hackman - Il braccio violento della legge (The French Connection)
- Peter Finch - Domenica, maledetta domenica (Sunday Bloody Sunday)
- Malcolm McDowell - Arancia meccanica (A Clockwork Orange)
- Jack Nicholson - Conoscenza carnale (Carnal Knowledge)
- George C. Scott - Anche i dottori ce l'hanno (The Hospital)

### Migliore attrice in un film drammatico
- Jane Fonda - Una squillo per l'ispettore Klute (Klute)
- Dyan Cannon - Ma che razza di amici! (Such Good Friends)
- Glenda Jackson - Maria Stuarda Regina di Scozia (Mary, Queen of Scots)
- Vanessa Redgrave - Maria Stuarda Regina di Scozia (Mary, Queen of Scots)
- Jessica Walter - Brivido nella notte (Play Misty for Me)

### Miglior attore in un film commedia o musicale
- Chaim Topol - Il violinista sul tetto (Fiddler on the Roof)
- Bud Cort - Harold e Maude (Harold and Maude)
- Dean Jones - Un papero da un milione di dollari (The Million Dollar Duck)
- Walter Matthau - Vedovo aitante, bisognoso affetto offresi anche babysitter (Kotch)
- Gene Wilder - Willy Wonka e la fabbrica di cioccolato (Willy Wonka & the Chocolate Factory)

### Migliore attrice in un film commedia o musicale
- Twiggy - Il boy friend (The Boy Friend)
- Sandy Duncan - Star Spangled Girl (Star Spangled Girl)
- Ruth Gordon - Harold e Maude (Harold and Maude)
- Angela Lansbury - Pomi d'ottone e manici di scopa (Bedknobs and Broomsticks)
- Elaine May - È ricca, la sposo e l'ammazzo  (A New Leaf)

### Miglior attore non protagonista
- Ben Johnson - L'ultimo spettacolo (The Last Picture Show)
- Tom Baker - Nicola e Alessandra (Nicholas and Alexandra)
- Art Garfunkel - Conoscenza carnale (Carnal Knowledge)
- Paul Mann - Il violinista sul tetto (Fiddler on the Roof)
- Jan-Michael Vincent - Allucinante notte per un delitto (Going Home)

### Migliore attrice non protagonista
- Ann-Margret - Conoscenza carnale (Carnal Knowledge)
- Ellen Burstyn - L'ultimo spettacolo (The Last Picture Show)
- Cloris Leachman - L'ultimo spettacolo (The Last Picture Show)
- Diana Rigg - Anche i dottori ce l'hanno (The Hospital)
- Maureen Stapleton - Appartamento al Plaza (Plaza Suite)

### Migliore attore debuttante
- Desi Arnaz Jr. - Cielo rosso all'alba (Red Sky at Morning)
- Timothy Bottoms - E Johnny prese il fucile (Johnny Got His Gun)
- Tom Baker - Nicola e Alessandra (Nicholas and Alexandra)
- Gary Grimes - Quell'estate del '42 (Summer of '42)
- Richard Roundtree - Shaft il detective (Shaft)
- John Sarno - I sette minuti che contano (The Seven Minutes)

### Migliore attrice debuttante
- Twiggy - Il boy friend (The Boy Friend)
- Sandy Duncan - Un papero da un milione di dollari (The Million Dollar Duck)
- Cybill Shepherd - L'ultimo spettacolo (The Last Picture Show)
- Janet Suzman - Nicola e Alessandra (Nicholas and Alexandra)
- Delores Taylor - Billy Jack (Billy Jack)

### Migliore sceneggiatura
- Paddy Chayefsky - Anche i dottori ce l'hanno (The Hospital)
- John Hal - Maria Stuarda Regina di Scozia (Mary, Queen of Scots)
- Andy Lewis e Dave Lewis - Una squillo per l'ispettore Klute (Klute)
- John Paxton - Vedovo aitante, bisognoso affetto offresi anche babysitter (Kotch)
- Ernest Tidyman - Il braccio violento della legge (The French Connection)

### Migliore colonna sonora originale
- Isaac Hayes - Shaft il detective (Shaft)
- John Barry - Maria Stuarda Regina di Scozia (Mary, Queen of Scots)
- Michel Legrand - Le 24 Ore di Le Mans (Le Mans)
- Michel Legrand - Quell'estate del '42 (Summer of '42)
- Gil Melle - Andromeda (The Andromeda Strain)

### Migliore canzone originale
- Life Is What You Make It, musica di Marvin Hamlisch, testo di Johnny Mercer - Vedovo aitante, bisognoso affetto offresi anche babysitter (Kotch)
- Long Ago Tomorrow, musica di Burt Bacharach, testo di Hal David - Luna arrabbiata (The Raging Moon)
- Rain Falls Anywhere It Wants To, musica di Laurence Rosenthal, testo di Alan Bergman e Marilyn Bergman - L'elefante africano (The African Elephant)
- Something More, musica di Quincy Jones, testo di Bradford Craig - Honky
- Theme from Shaft, musica e testo di Isaac Hayes - Shaft il detective (Shaft)

### Miglior film straniero in lingua inglese
- Domenica, maledetta domenica (Sunday Bloody Sunday), regia di John Schlesinger
- Due ragazzi che si amano (Friends), regia di Lewis Gilbert
- L'elefante africano (The African Elephant), regia di Simon Trevor
- Luna arrabbiata (The Raging Moon), regia di Bryan Forbes
- Messaggero d'amore (The Go-Between), regia di Joseph Losey
- La tenda rossa (Krasnaya palatka), regia di Michail K. Kalatozov

### Miglior film straniero in lingua straniera
- Basso, moro, scalcagnato e... con i piedi piatti (Ha Shoter Azulai), regia di Ephraim Kishon (Israele)
- Il conformista, regia di Bernardo Bertolucci (Italia)
- Il ginocchio di Claire (Le genou de Claire), regia di Éric Rohmer (Francia)
- Morire d'amore (Mourir d'aimer), regia di André Cayatte (Francia)
- Una pioggia di stelle (Čajkovskij), regia di Igor Talankine (Unione Sovietica)

## Premi per la televisione
Vengono di seguito indicati in grassetto i vincitori. Ove ricorrente e disponibile, viene indicato il titolo in lingua italiana e quello in lingua originale tra parentesi.

### Miglior serie drammatica
- Mannix (Mannix)
- Marcus Welby (Marcus Welby, M.D.)
- Medical Center (Medical Center)
- Mod Squad, i ragazzi di Greer (The Mod Squad)
- O'Hara, U.S. Treasury (O'Hara, U.S. Treasury)

### Miglior serie commedia o musicale
- Arcibaldo (All in the Family)
- The Carol Burnett Show (The Carol Burnett Show)
- La famiglia Partridge (The Partridge Family)
- The Flip Wilson Show (The Flip Wilson Show)
- Mary Tyler Moore (The Mary Tyler Moore Show)

### Miglior mini-serie o film per la televisione
- The Snow Goose, regia di Patrick Garland
- La canzone di Brian (Brian's Song), regia di Buzz Kulik
- Duel (Duel), regia di Steven Spielberg
- The Homecoming: A Christmas Story (The Homecoming: A Christmas Story), regia di Fielder Cook
- The Last Child (The Last Child), regia di John Llewellyn Moxey

### Miglior attore in una serie drammatica
- Robert Young - Marcus Welby (Marcus Welby, M.D.)
- Raymond Burr - Ironside (Ironside)
- Mike Connors - Mannix (Mannix)
- William Conrad - Cannon (Cannon)
- Peter Falk - Colombo (Columbo)

### Miglior attore in una serie commedia o musicale
- Carroll O'Connor - Arcibaldo (All in the Family)
- Herschel Bernardi - Arnie (Arnie)
- Jack Klugman - La strana coppia (The Odd Couple)
- Dick Van Dyke - The New Dick Van Dyke Show (The New Dick Van Dyke Show)
- Flip Wilson - The Flip Wilson Show (The Flip Wilson Show)

### Miglior attrice in una serie drammatica
- Patricia Neal - The Homecoming: A Christmas Story (The Homecoming: A Christmas Story)
- Lynda Day George - Missione Impossibile (Mission: Impossible)
- Peggy Lipton - Mod Squad, i ragazzi di Greer (The Mod Squad)
- Denise Nicholas - Room 222 (Room 222)
- Susan Saint James - McMillan e signora (McMillan & Wife)

### Miglior attrice in una serie commedia o musicale
- Carol Burnett - The Carol Burnett Show (The Carol Burnett Show)
- Lucille Ball - Here's Lucy (Here's Lucy)
- Shirley Jones - La famiglia Partridge (The Partridge Family)
- Jean Stapleton - Arcibaldo (All in the Family)
- Mary Tyler Moore - Mary Tyler Moore (The Mary Tyler Moore Show)

### Miglior attore non protagonista in una serie
- Edward Asner - Mary Tyler Moore (The Mary Tyler Moore Show)
- James Brolin - Marcus Welby (Marcus Welby, M.D.)
- Harvey Korman - The Carol Burnett Show (The Carol Burnett Show)
- Rob Reiner - Arcibaldo (All in the Family)
- Milburn Stone - Gunsmoke (Gunsmoke)

### Miglior attrice non protagonista in una serie
- Sue Ane Langdon - Arnie (Arnie)
- Amanda Blake - Gunsmoke (Gunsmoke)
- Gail Fisher - Mannix (Mannix)
- Sally Struthers - Arcibaldo (All in the Family)
- Lily Tomlin - Rowan & Martin's Laugh-In (Rowan & Martin's Laugh-In)

## Premi onorari
- Golden Globe alla carriera: Alfred Hitchcock
- Henrietta Award
  - Il migliore attore del mondo: Charles Bronson e Sean Connery
  - La miglior attrice del mondo: Ali MacGraw